# Epidendrum angustilobum
Epidendrum angustilobum är en orkidéart som beskrevs av William Fawcett och Alfred Barton Rendle. Epidendrum angustilobum ingår i släktet Epidendrum och familjen orkidéer. Inga underarter finns listade i Catalogue of Life.